# Lagodon rhomboides
Lagodon rhomboides és un peix teleosti de la família dels espàrids i l'única espècie del gènere Lagodon.

## Descripció
Pot arribar als 40 cm de llargària total.

## Distribució geogràfica
Es troba a les costes occidentals de l'oceà Atlàntic: des de Massachusetts (Estats Units), Bermuda i el nord del Golf de Mèxic fins a Florida i la Península del Yucatán (Mèxic). També al nord de Cuba, però absent de les Bahames i de la resta de les Antilles.